# Tjejtrampet
Tjejtrampet var en cykeltävling som, vilket namnet antyder, bara omfattade en indelningsklass för kvinnliga deltagare. Tävlingen avgjordes i Sverige i slutet av maj varje år 1990-2009 och var världens största cykeltävling för kvinnor. Premiärupplagan cyklades den 13 maj 1990. och vanns av Marianne Berglund.
Från och med 2006 flyttade tävlingarna från Stockholm till Västerås.

## Slutsegrare
- 1990: Marianne Berglund, Sverige
- 1991: Tea Vikstedt-Nyman, Finland
- 1992: Monique Knol, Nederländerna
- 1993: Monique Knol, Nederländerna
- 1994: Monique Knol, Nederländerna
- 1995: Debby Mansveldl, Nederländerna
- 1996: Monique Knol, Nederländerna
- 1997: Jorunn Kvalø, Norge
- 1998: Susanne Ljungskog, Sverige
- 1999: Leoniten-Zilijaard van Moorsel, Nederländerna
- 2000: Leoniten-Zilijaard van Moorsel, Nederländerna
- 2001: Leoniten-Zilijaard van Moorsel, Nederländerna
- 2002: Leoniten-Zilijaard van Moorsel, Nederländerna
- 2003: Leoniten-Zilijaard van Moorsel, Nederländerna
- 2004: Tina Nieminen, Finland
- 2005: Suzanne de Goede, Nederländerna
- 2006: Hanna Isacsson, Sverige
- 2007: Monica Holler, CK Hymer, Sverige
- 2008: Kajsa Snihs, Alrikssons Cycle Team CK, Sverige
- 2009: Majken Lidén, Sverige
- 2010: Inställt[1]